# 谢丞东
谢丞东，上海富商。罗斯福中国投资基金主席、罗斯福中国零售有限公司主席、罗斯福—平安（控股）有限公司主席、上海罗斯福—久事私人股权投资管理有限公司董事、主席、美国东北大学常驻执行官。上海外滩罗斯福公馆管理者。
2014年，他出现在美国知名主厨主持人安东尼·波登的节目秘境探索第四季第二集：上海中，因其生活在食物和酒饮方面的奢华引发自称从小在“左派家庭长大”的主持人波登的疑问，这样的生活是否与中华人民共和国自称的社会主义性质所匹配，听了这个问题，他反问当时在餐桌上的上层阶级同伴们，是否有人是党员，并开怀大笑，这最终引发中国网民的讨论。